# Hội chứng Barré–Liéou
Hội chứng Barré–Liéou là một chẩn đoán y học truyền thống không được sử dụng thường xuyên trong y học hiện đại. Đó là một sự kết hợp phức tạp của các triệu chứng, gây ra hội chứng đau đầu, ban đầu được đưa ra giả thuyết là do thoái hóa đốt sống cổ. Tổn thương chuỗi giao cảm cổ tử cung sau do thoái hóa đốt sống cổ được cho là có vai trò trong hội chứng này do sự tăng sinh của đĩa đệm ở cột sống cổ giữa. Tuy nhiên, lý thuyết y học như ban đầu được đưa ra đã được tìm thấy có chứa sự không nhất quán. Hội chứng Barréifer Liéou được nhiều nhà nghiên cứu y học hiện nay coi là đồng nghĩa với đau đầu cột sống cổ. Do đó, các tác phẩm gốc của Barré và Liéou là nền tảng trong việc xác định một đặc điểm quan trọng giúp phân biệt chứng đau đầu cổ tử cung với các hội chứng đau đầu khác, khái niệm rằng cơn đau bắt nguồn từ sự bất thường về cấu trúc ở cột sống cổ.
Một thử nghiệm để kiểm tra hội chứng BarréTHER Liéou là thông qua việc sử dụng nhiệt kế. Một nghiên cứu MRI cũng có thể được tiến hành để loại trừ bất kỳ vấn đề cấu trúc nào ở cổ có thể là nguyên nhân của hội chứng này. Một số phương pháp điều trị rối loạn này bao gồm các khối dây thần kinh giao cảm, vật lý trị liệu, nẹp cổ và lực kéo.

## Triệu chứng
Bệnh nhân mắc hội chứng Barré-Liéou có thể phàn nàn về:
- Đau đầu
- Đau cổ
- Đau Orofacial
- Đau tai
- Bệnh đau răng
- Ù tai
- Nghẹt mũi

## Lịch sử
Hội chứng được mô tả lần đầu tiên vào năm 1925 bởi Jean Alexandre Barré, một nhà thần kinh học người Pháp. Yong-Cheon Lieou, một bác sĩ Trung Quốc, cũng mô tả độc lập hội chứng này vào năm 1928.